# Toivo Hörkkö
Toivo Hörkkö (23 de outubro de 1898 — 18 de dezembro de 1975) foi um ciclista olímpico finlandês, de origem russa. Hörkkö representou a Finlândia em dois eventos nos Jogos Olímpicos de Verão de 1924.